# Ермаль Мета
Ермаль Мета (народився 20 квітня 1981 року) — італійський співак. Він був членом італійської групи Ameba4 і La Fame di Camilla, які змагалися у Музичному фестивалі Сан-Ремо серед новачків.
Після того, став автором пісень для декількох італійських виконавців. Свою сольну кар'єру почав, випустивши два студійних альбоми: Umano (2016) і Vietato morire (2017).
У дуеті з Фабріціо Моро, він переміг у Музичному фестивалі Сан-Ремо 2018 з піснею «Non mi avete fatto niente», і представляв Італію на Євробаченні 2018, де їх дует посів 5-те місце.

## Нагороди та номінації
| Рік  | Нагорода                  | Номінації                | Робота | Результат |
| ---- | ------------------------- | ------------------------ | ------ | --------- |
| 2017 | МТВ Європа музика нагород | Кращий Італійський Закон | Сам    | Перемога  |